# 홍덕문 선생 추모비
홍덕문 선생 추모비는 대한민국 경기도 동두천시 상봉암동에 있는, 구한말의 애국지사인 홍덕문 선생의 추모비이다. 1986년 4월 28일 동두천시의 향토문화재 제3호로 지정되었다.

## 개요
홍병준은 구한말의 애국지사로 자는 덕문(德文), 본관은 남양(南陽)이며, 복영(福永)의 아들로 고종 1년(1864) 10월 1일 걸산동에서 태어났다.선생은 1919년 음력 2월 25일 동두천 장날 정오에 1천여명의 군중을 인솔하고, 선두에서 독립만세운동을 지휘하다 일본 경찰에게 체포되어 갖은 고문과 악형을 당하였다. 그러나 감옥에서도 만세를 연창하며 백절불굴의 의지를 보였으나 형기를 마치고 돌아온 후 결국 고문과 형독(刑毒)으로 1923년 5월 17일 걸산동 자택에서 타계하였다.이후 선생의 빛난 얼을 되새겨 의열(義烈)의 감(感)을 후세에 지표로 삼기 위하여 1975년 동두천노인회 주관으로 독립유공자추모회(위원장 김석경)를 결성하여 시민의 성금을 모아 추모비를 세웠다. 또한 1991년 6월 1일 선생의 고귀한 순국 이념과 숭고한 애국 정신을 기리는 뜻으로 김석경이 기탁한 성금으로 동두천 애향동지회 주관으로 비각(碑閣)이 건립되었다.

## 참고 문헌
- 홍덕문선생추모비 - 동두천시 문화관광 - 향토유적